# كين بينبريج
كين بينبريج (بالإنجليزية: Ken Bainbridge)‏ (15 يناير 1921 في المملكة المتحدة - 27 يونيو 2011) هو لاعب كرة قدم بريطاني (وحمل سابقاً جنسية المملكة المتحدة لبريطانيا العظمى وأيرلندا) في مركز جناح ‏. لعب مع نادي ريدنغ ونادي ساوثيند يونايتد ووست هام يونايتد.